# تود غريني
تود غريني (بالإنجليزية: Todd Greene)‏ هو لاعب كرة قاعدة أمريكي، ولد في 8 مايو 1971 في أوغستا في الولايات المتحدة.

## وصلات خارجية
- تود غريني على موقعبيزبول رفرنس.كوم (الدوري الرئيسي) (الإنجليزية)
- تود غريني على موقعبيزبول رفرنس.كوم (الدوري الثانوي) (الإنجليزية)